# Liste der Kulturdenkmale in Döbernitz
In der Liste der Kulturdenkmale in Döbernitz sind die Kulturdenkmale des Delitzscher Ortsteils Döbernitz verzeichnet, die bis April 2020 vom Landesamt für Denkmalpflege Sachsen erfasst wurden (ohne archäologische Kulturdenkmale). Die Anmerkungen sind zu beachten.
Diese Aufzählung ist eine Teilmenge der Liste der Kulturdenkmale in Delitzsch.

## Döbernitz
| Bild                                    | Bezeichnung                                                                           | Lage                 | Datierung                                                      | Beschreibung | ID       |
| --------------------------------------- | ------------------------------------------------------------------------------------- | -------------------- | -------------------------------------------------------------- | --- | -------- |
| Weitere Bilder                          | Herrenhaus (Vierflügelanlage) eines ehemaligen Rittergutes und Gutspark mit Pavillon  | Am Park 6 (Karte)    | Im Kern Ende 15. Jahrhundert; Umbau 19. Jahrhundert und später | Eindrucksvolle geschlossene Vierflügelanlage mit Treppenturm im Innenhof, Südostecke mit dreigeschossigem gründerzeitlichem Klinkeranbau des späten 19. Jahrhunderts, die Entwicklung des Dorfes repräsentierendes Gebäude, weitgehend originale Bausubstanz, von baugeschichtlicher und ortshistorischer Bedeutung. - Herrenhaus: geschlossene Vierflügelanlage mit nordöstlichem Eckturm mit Kreuzdach und Treppenturm im Innenhof, Erweiterungsbauten im Westen eingeschossig mit Satteldach und Dachgauben, Freitreppe mit originalem Portal (1. Hälfte 19. Jahrhundert), Südostecke mit dreigeschossig rotem Klinkeranbau, Rundbogenfenster im ersten Obergeschoss, mit Formsteinziegeln verziert, flaches Satteldach mit weitem Dachüberstand (Ende 19. Jahrhundert), im Inneren Saal mit tiefen Fensterlaibungen und schwerer, reichgekehlter Balkenbretterdecke, Zustand sanierungsbedürftig (leerstehend), Fenster teilweise original - Gutspark: ursprünglich Englische Anlage, weitgehend erhalten mit Pavillon, Baumbestand stark zurückgegangen, teilweise neu bepflanzt, ehemals zum Gut gehörende Scheune durch Umbauten stark verändert, heute (2014) Landgasthof „Armer Ritter“ | 09257076 |
| Direkt Bild zu diesem Denkmal hochladen | Denkmal für die Gefallenen des Ersten Weltkrieges                                     | Bahnweg (Karte)      | Um 1920                                                        | Von ortshistorischer Bedeutung. Schlichtes Denkmal, Granitpfeiler (eventuell auch Kunststein), mit Helmbekrönung und Inschrift für Opfer des Ersten Weltkrieges, der Helm wird von einem Trauerkranz umwunden, Inschrift ist teilweise unleserlich gemacht, nur noch „Die Gemeinde Döbernitz“ lesbar, beidseitig Namensinschriften. | 09257082 |
| Weitere Bilder                          | Kirche (mit Ausstattung), Glocke und Grabmale auf dem Kirchhof                        | Bahnweg (Karte)      | 1570; Umbau 1761; bezeichnet mit 1918 (Grabmal)                | Einfache Saalkirche, mit letzten erhaltenen, sich unmittelbar neben der Kirche im ehemaligen Pfarrgarten befindlichen Grabmale der Familie Rockstroh, der ehemaligen Gutsbesitzer des Ortes, von ortshistorischer und baugeschichtlicher Bedeutung. Putzbau mit geradem Ostschluss und Krüppelwalmdach, verputzt, 1570 erstmals erwähnt, 1761 Erneuerung des Gebäudes, 1969 Abtragung des westlichen Dachreiters, Restaurierung 1991. Emporensaal mit flacher gekehlter Putzdecke, Sandsteintaufe mit Dreipassformen an oktogonaler Kuppa (Anfang 16. Jahrhundert), Orgel von Eduard Offenhauer, Delitzsch (um 1870/80, nach 1950 Metallpfeifen gestohlen), zahlreiche, darunter auch figürliche Grabdenkmäler des 17. Jahrhunderts, an der Nordwand männliche Relieffigur in zeitgenössischer Tracht mit Wappenrelief (bezeichnet mit 1617), an der Südwand Kindergrabstein mit Relieffigur eines Mädchens in zeitgenössischer Tracht, darüber Engelskopf (um 1615/20), eine Bronzeglocke befindet sich neben der Kirche in einem überdachten Stahlgerüst, zwei Grabsteine flankieren eine auf einem quadratischen Sockel befindliche Urne, Inschriften mit dem Namen „Rockstroh“, frühestes erkennbares Todesdatum ist 1918, der linke Grabstein ist aus Lausitzer Granit, die beiden anderen aus einem rötlichen Granit, leicht verwittert. | 09257075 |
| Direkt Bild zu diesem Denkmal hochladen | Wohnhaus, Scheune (mit Anbau) und Toranlage (Torpfeiler und Pforte) eines Bauernhofes | Bahnweg 16 (Karte)   | 1. Hälfte 19. Jahrhundert                                      | Eines der wenigen gut erhaltenen Kleinbauerngehöfte von Döbernitz in charakteristischer Bauweise, Lehmscheune mit kleinem seitlichen Anbau, baugeschichtlich und sozialgeschichtlich von Bedeutung. Scheune mit Bruchsteinsockel und Ziegelrollschicht in Massivlehmbauweise, alte Dachziegel, Zugang zum Haus nicht möglich. | 09257033 |
|                                         | Wohnhaus                                                                              | Kurzer Weg 2 (Karte) | Bezeichnet mit 1909                                            | Mit Laden, ortsbildprägender Gründerzeitbau in Klinkerbauweise, repräsentative und gestalterisch qualitätvolle Fassade, baugeschichtlich von Bedeutung. Zweigeschossig, Satteldach, Sockel, ornamentales Gesimsband, Bänder und Segmentbogenverdachung in roten Formsteinklinker, Wandfläche gelber Klinker, Gaupen in Holzkonstruktion mit Schnitzwerk in Dreipassform, Ladeneinbau original (Treppe, Fenster und Glastür neu), darüber Inschrift („Wilhelm Held“). | 09257053 |

## Tabellenlegende
- Bild: Bild des Kulturdenkmals, ggf. zusätzlich mit einem Link zu weiteren Fotos des Kulturdenkmals im Medienarchiv Wikimedia Commons. Wenn man auf das Kamerasymbol klickt, können Fotos zu Kulturdenkmalen aus dieser Liste hochgeladen werden:
- Bezeichnung: Denkmalgeschützte Objekte und ggf. Bauwerksname des Kulturdenkmals
- Lage: Straßenname und Hausnummer oder Flurstücknummer des Kulturdenkmals. Die Grundsortierung der Liste erfolgt nach dieser Adresse. Der Link (Karte) führt zu verschiedenen Kartendiensten mit der Position des Kulturdenkmals. Fehlt dieser Link, wurden die Koordinaten noch nicht eingetragen. Sind diese bekannt, können sie über ein Tool mit einer Kartenansicht einfach nachgetragen werden. In dieser Kartenansicht sind Kulturdenkmale ohne Koordinaten mit einem roten bzw. orangen Marker dargestellt und können durch Verschieben auf die richtige Position in der Karte mit Koordinaten versehen werden. Kulturdenkmale ohne Bild sind an einem blauen bzw. roten Marker erkennbar.
- Datierung: Baubeginn, Fertigstellung, Datum der Erstnennung oder grobe zeitliche Einordnung entsprechend des Eintrags in der sächsischen Denkmaldatenbank
- Beschreibung: Kurzcharakteristik des Kulturdenkmals entsprechend des Eintrags in der sächsischen Denkmaldatenbank, ggf. ergänzt durch die dort nur selten veröffentlichten Erfassungstexte oder zusätzliche Informationen
- ID: Vom Landesamt für Denkmalpflege Sachsen vergebene, das Kulturdenkmal eindeutig identifizierende Objekt-Nummer. Der Link führt zum PDF-Denkmaldokument des Landesamtes für Denkmalpflege Sachsen. Bei ehemaligen Kulturdenkmalen können die Objektnummern unbekannt sein und deshalb fehlen bzw. die Links von aus der Datenbank entfernten Objektnummern ins Leere führen. Ein ggf. vorhandenes Icon  führt zu den Angaben des Kulturdenkmals bei Wikidata.